# Cervara di Roma
Cervara di Roma là một đô thị ở tỉnh Roma, vùng Latium của Italia, nằm ở vị trí khoảng 50 km về phía đông của Roma. Cervara di Roma giáp các đô thị: Agosta, Arsoli, Camerata Nuova, Marano Equo, Rocca di Botte, Subiaco.
Được các tu sỹ Benedictine lập vào thế kỷ 8 hoặc 9, thị trấn này đối diện với núi Simbruini. 